# Electromagnetism
Electromagnetismul este acea ramură a fizicii care studiază sarcinile magnetice și electrice, câmpurile create de acestea (electric și magnetic), legile care descriu interacțiunile dintre acestea. 

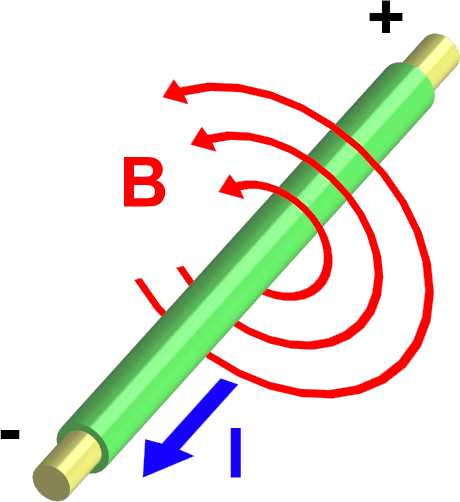
Efectul magnetic al curentului electric

Ramurile principale ale electromagnetismului sunt:
- Electrostatica, care se ocupă cu studiul sarcinilor electrice aflate în repaus și al câmpurilor generate de acestea.
- Electrodinamica, care se ocupă cu studiul sarcinilor aflate în mișcare, precum și al câmpurilor generate de acestea.
- Magnetismul, care se ocupă cu studiul câmpului magnetic.

## Istoric
Deși grecii antici cunoșteau proprietățile electrostatice ale chihlimbarului, iar chinezii puteau face magneți bruți din pietre magnetice (cca 2700 î.Hr.), până la sfârșitul secolului al XVIII-lea nu s-au realizat experimente asupra fenomenelor electrice și magnetice documentate. În 1785 fizicianul francez Charles-Augustin de Coulomb a fost primul care a confirmat pe cale experimentală faptul că sarcinile electrice se atrag sau se resping pe baza unei legi similare cu cea a gravitației. Matematicienii Simeon Denis Poisson și Carl Friedrich Gauss au dezvoltat o teorie cu privire la distribuirea arbitrară a sarcinilor electrice.
O particulă încărcată cu o sarcină pozitivă atrage o particulă încărcată negativ, tinzând să accelereze spre aceasta. Dacă aceasta întâmpină rezistență din partea mediului prin care trece, viteza sa se micșorează iar mediul suferă o încălzire. Posibilitatea de a menține un flux electric ce ar continua să conducă particulele încărcate cu sarcini a fost observată de fizicianul italian Alessandro Volta în 1800. Clasica teorie a unui circuit simplu presupune ca cele două borne ale unei baterii să fie încărcate cu sarcini diferite, ca o consecință a proprietăților interne ale acesteia. Când cele două borne sunt conectate printr-un conductor, particulele încărcate negativ vor fi "împinse" spre borna pozitivă iar acest proces va încălzi firul, acesta opunând rezistență mișcării. Când particulele ajung la borna pozitivă, bateria le va forța în interior spre borna negativă, învingând forțele de rezistență formulate în legea lui Coulomb. Fizicianul german Georg Simon Ohm a descoperit existența unei constante a conductorului, ca proporție între intensitatea și rezistența acestuia. Legea lui Ohm nu este universal valabilă în fizică, ci mai degrabă descrie caracteristicile unel clase limitate de materiale solide.
Primele concepte asupra magnetismlui bazate pe existența a doi poli magnetici au apărut în secolul XVII și în mare parte datorită experimentelor lui Coulomb.
Prima legătură între magnetism și electricitate a fost făcuta prin intermediul experimentelor fizicianului danez Hans Christian Oersted, care în 1819 a descoperit că un ac magnetic poate fi deviat cu ajutorul unui conductor sub tensiune electrică. La o săptâmană de la aflarea acestei descoperiri, cercetătorul francez Andre Marie Ampere va demonstra că doi conductori purtători de curent electric se vor comporta ca și cei doi poli ai unui magnet.
În 1831 fizicianul și chimistul englez Michael Faraday a descoperit că un curent electric poate fi indus într-un fir și fără conectarea acestuia la o baterie, fie prin mișcarea unui magnet, fie prin plasarea altui conductor cu un curent variabil în vecinătatea conductorului în care se dorește generat curentul. Legătura dintre electricitate și magnetism poate fi cel mai bine redată în termeni asociați câmpului magnetic sau forței ce acționează într-un anume punct asupra unei sarcini electrice.
Sarcinile electrice staționare produc câmpuri electrice; curenții – sarcini electrice mobile – produc câmpuri magnetice. Aceste descoperiri au fost redate într-o formă precisă de către fizicianul englez James Clerk Maxwell care în formularea ecuațiilor diferențiale care îi poartă numele a găsit relația dintre locul și perioada schimbării câmpurilor electrice și magnetice într-un anumit punct și respectiv sarcina și densitatea curentului în acel punct. În principiu, aceste ecuații permit determinarea intensității câmpului oriunde și în orice moment printr-o cunoaștere a sarcinilor electrice și a curenților.
Intervalul 1840-1850 este caracterizat printr-o succesiune densă de descoperiri experimentale în acest sector științific.
Un rezultat neașteptat obținut prin descoperirea acestor ecuații a fost intuirea unui nou tip de câmp magnetic, care se propagă cu viteza luminii sub forma undelor electromagnetice. În 1887 fizicianul german Heinrich Rudolf Hertz a reușit să genereze asemenea unde, punând astfel bazele transmisiilor de radio, radar, televiziune și altor forme de telecomunicații.
Proprietățile câmpurilor magnetice și electrice ale acestor unde sunt similare cu cele ale unei sfori lungi, întinse, al carei capăt este mișcat foarte repede în sus și în jos.
În orice punct ales, sfoara va fi observată ca oscilând cu aceeași frecvență și respectiv cu aceeași perioadă ca și sursa. Punctele alese de-a lungul sforii la diferite distanțe de sursă vor ajunge în punctul maxim pe axa verticală într-un sistem cartezian la momente diferite în timp.
Viteza cu care se propagă mișcarea verticală de-a lungul sforii din analogia precedentă se numește viteza undei electromagnetice în cazul acesteia, ea fiind o funcție de spațiu, masă și tensiune electrică. Un instantaneu asupra sforii (după ce a fost în mișcare) va arăta puncte având aceeași dispunere și mișcare, separate de o distanță numită lungimea de unda. Aceasta este egală cu viteza undei raportată la frecvență.

## Mărimi și unități
| Unități SI în electromagnetism | Unități SI în electromagnetism                                            | Unități SI în electromagnetism | Unități SI în electromagnetism | Unități SI în electromagnetism  |
| Simbol mărime                  | Mărime electrică                                                          | Unitate de măsură (UM)         | Simbol UM                      | Transformare în UM fundamentale |
| ------------------------------ | ------------------------------------------------------------------------- | ------------------------------ | ------------------------------ | ------------------------------- |
| I                              | Intensitatea curentului electric                                          | amper                          | A                              | A = W/V = C/s                   |
| q                              | Cantitate de electricitate                                                | coulomb                        | C                              | A·s                             |
| U                              | Diferență de potențial; Forță electromotoare                              | volt                           | V                              | J/C = kg·m2·s−3·A−1             |
| R, Z, X                        | Rezistență, Impedanță, Reactanță                                          | ohm                            | Ω                              | V/A = kg·m2·s−3·A−2             |
| ρ                              | Rezistivitate                                                             | ohm metru                      | Ω·m                            | kg·m3·s−3·A−2                   |
| P                              | Putere electrică                                                          | watt                           | W                              | V·A = kg·m2·s−3                 |
| C                              | Capacitate electrică                                                      | farad                          | F                              | C/V = kg−1·m−2·A2·s4            |
|                                | Elastanță                                                                 | 1 / farad                      | F−1                            | V/C = kg·m2·A−2·s−4             |
| ε                              | Permitivitate                                                             | farad pe metru                 | F/m                            | kg−1·m−3·A2·s4                  |
| χe                             | Susceptibilitate electrică                                                | (adimensional)                 | -                              | -                               |
| G, Y, B                        | Conductanță, Admitanță, Susceptanță                                       | siemens                        | S                              | Ω−1 = kg−1·m−2·s3·A2            |
| σ                              | Conductivitate                                                            | siemens pe metru               | S/m                            | kg−1·m−3·s3·A2                  |
| H                              | Câmp magnetic, Intensitatea câmpului magnetic                             | amper pe metru                 | A/m                            | A·m−1                           |
| Φm                             | Flux magnetic                                                             | weber                          | Wb                             | V·s = kg·m2·s−2·A−1             |
| B                              | Densitatea fluxului magnetic, Inducție magnetică, Forța câmpului magnetic | tesla                          | T                              | Wb/m2 = kg·s−2·A−1              |
|                                | Reluctanță                                                                | amper pe weber                 | A/Wb                           | kg−1·m−2·s2·A2                  |
| L                              | Inductanță                                                                | henry                          | H                              | Wb/A = V·s/A = kg·m2·s−2·A−2    |
| μ                              | Permeabilitate                                                            | henry pe metru                 | H/m                            | kg·m·s−2·A−2                    |
| χm                             | Susceptibilitate magnetică                                                | (adimensional)                 | -                              | -                               |

1. ↑  Nicolae N. Mihăileanu, Istoria matematicii, volumul II, p. 355